# Michael Foley (rugby à XV)
Pour les articles homonymes, voir Michael Foley.
Michael Anthony Foley, né le 7 juin 1967 à Sydney, est un joueur de rugby à XV australien qui a joué avec l'équipe d'Australie de 1995 à 2001 (57 sélections) au poste de talonneur (1,80 m, 106 kg). Bien que né en Nouvelle-Galles du Sud, il porte plus de 100 fois le maillot du Queensland et joue pour le club de Wests à Brisbane.

## Biographie
Il a effectué son premier test match en mai 1995 contre l'équipe du Canada, et son dernier test match en novembre 2001 contre l'équipe du pays de Galles. Champion du monde contre la France en novembre 1999, il a pris sa retraite de joueur en 2001 puis est devenu entraîneur, d'abord comme responsable des avants à Bath en Angleterre, puis en tant qu'assistant dans le staff de l'équipe d'Australie (depuis 2006).
En août 2011, il est nommé entraîneur des Waratahs pour la saison 2012. Il succède à Chris Hickey dont il était l'entraîneur adjoint depuis trois années. Pour la saison 2013, il est remplacé par Michael Cheika, et quitte le club pour aller entraîner la Western Force.

## Statistiques
- Vainqueur de la Coupe du monde 1999
- Nombre de matchs avec l'Australie : 57 dont 50 tests matchs
- sélection par année : 5 en 1995, 10 en 1996, 12 en 1997, 3 en 1998, 6 en 1999, 10 en 2000, 11 en 2001
- 111 matchs pour les Queensland Reds dont 63 dans le Super 12